# Sod (Kabbale)
Pour les articles homonymes, voir Sod.
Sod est d'abord un mot hébreu, signifiant le Secret. Dans la Kabbale, il nomme le sens ésotérique du Tanakh. Par notarikon initial, il est le samekh — c'est-à-dire le S — de pardès.

« Le Maagid raconte une parabole profonde : il y a un maître doté d'une perspicacité incroyable, et pourtant il enseigne à un jeune garçon. Il ne peut certes pas lui transmettre la perspicacité la plus profonde ; il lui raconte une histoire simple. Puis, à mesure que le garçon avance, il lui en révèle le sens profond et la pertinence. Cependant, l'élève et le maître sont à égale distance du royaume infini divin. D'où le fait que, si l'élève est « prêt… », son maître lui a enseigné et lui a donné les clés, car à mesure qu'il contemple et approfondit, elles s'ouvriront »

— Maggid de Mezeritch
Le Sod transparaît dans les paroles de la Torah grâce à une étude approfondie : c'est la révélation de la Torah Nistar ou “Kabbale”, pour laquelle on peut avoir l'esprit saint, c'est-à-dire le Rouah haKodesh.
Mais c'est aussi le nom d'une méthode de construction dont le matériau est une motte de terre-argile avec l'herbe qui a poussé dessus.